# Wittow

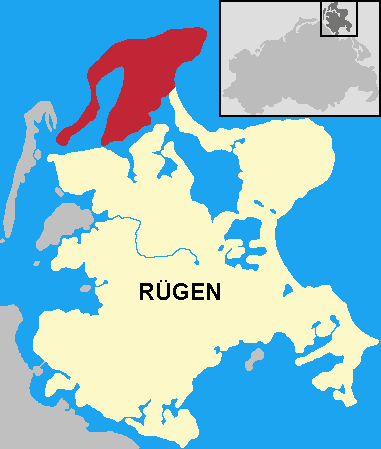
Halbinsel Wittow (Rügen)

Die Halbinsel Wittow (früher auch Wittmund) ist der nördlichste Teil der Insel Rügen. Sie wird durch die Ostsee im Norden und Osten, den Wieker Bodden im Westen und den Großen Jasmunder Bodden im Süden und Osten begrenzt. Der Name Wittow könnte sich vom altslawischen Wort vitŭ für Gewinn ableiten.

## Geographie
Eine Landverbindung gibt es nur über die schmale Nehrung der Schaabe zur Halbinsel Jasmund. Wittow ist aber auch über die Autofähre vom Anleger Vaschvitz zum Wieker Ortsteil Wittower Fähre zu erreichen. Im Westen der Halbinsel befindet sich die Halbinsel Bug. Sie ist der längste Sandhaken Rügens mit etwa 8 Kilometern Länge und nur etwa 1,5 Kilometern Breite, ist größtenteils in Privateigentum und darf nicht betreten werden. Ein Teil der Halbinsel liegt im Nationalpark Vorpommersche Boddenlandschaft. Der nördlichste Punkt Wittows ist der Gellort, etwa 1 Kilometer nordwestlich des Kaps Arkona gelegen. Er ist auch der nördlichste Punkt Mecklenburg-Vorpommerns. Am Fuße des Gellorts befindet sich der Siebenschneiderstein, der viertgrößte Findling Rügens. Die Halbinsel wird geprägt durch die Steilküste im Norden und die flache Boddenlandschaft im Süden. Durch die windausgesetzte Lage wird Wittow auch „Windland“ genannt.
Auf Wittow befinden sich die vier Gemeinden Altenkirchen, Breege (unter anderem mit Juliusruh), Dranske, Putgarten und Wiek. Sie waren bis 2005 im Amt Wittow organisiert, dessen Verwaltung sich im Altenkirchener Ortsteil Lanckensburg befand. Heute gehören die Wittower Gemeinden zum Amt Nord-Rügen.

## Klima

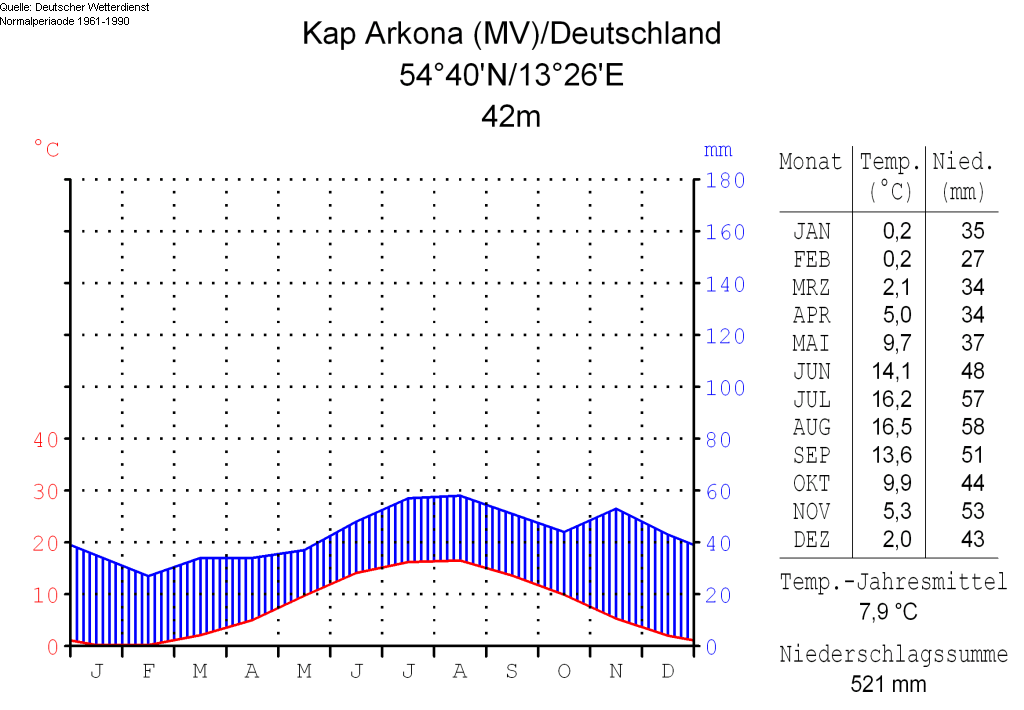
Klimadiagramm

Die durchschnittliche Lufttemperatur am Kap Arkona beträgt 7,9 °C, im Mittel fallen 521 mm Niederschlag pro Jahr.